# Thomas More
 Ikke at forveksle med Thomas Moore.
Sir Thomas More (kendt som Sankt Thomas More; født 7. februar 1478 i London, England, død 6. juli 1535 i London i England) var en engelsk politiker, forfatter og statsmand.

## Liv
More blev født i Milk Street i London i 1478. Han var ældste søn af sir John More, en succesrig advokat der var dommer ved King's Bench. Han gik i skole til 1491 og studerede latin og logik og blev i 1501 medlem af det engelske advokatsamfund med ret til at føre sager ved højesteret. Dér klarede han sig fremragende.
Han blev medlem af det engelske parlament i 1506. Han fik fire børn med sin første kone, Jane Colt, der døde i 1511. Senere blev han gift med Alice Middleton. Hun havde en datter fra et tidligere ægteskab, som More tog til sig som sin egen.

## Utopia
Mores mest kendte værk er Utopia (Latin; De Optimo Reipublicae Statu deque Nova Insula Utopia fra 1516 ("om en ny ø, som ikke eksisterer"). Det bygger på to forbilleder fra antikken. Det ene er Lukians En sandfærdig historie, det andet er Platons Staten. I Utopia skildrede han en imaginær ø med en ny statsopbygning, der for ham var det moderne England. More viste nye ideer. De vigtigste er social lighed og afkald på privat ejendomsret: "dér, hvor der kun er privat ejendomsret, er det næppe muligt nogen sinde at få en rigtig og vellykket ordning af de statslige anliggender".

### Utopias betydning
På grund af Utopia er More af mange kaldt den første socialist eller utopiske socialist. Han inspirerede blandt andet Karl Marx.
Til trods for at Utopia har lagt navn til og i meget høj grad været inspirationskilde for den utopiske socialisme som ideologisk retning, mener mange, at det ikke er korrekt eller i hvert fald upræcist at kalde ham den første utopiske socialist. Mange fortolkninger af værket peger på, at det skal læses i dets historiske kontekst, og at det ikke umiddelbart var Mores hensigt at skabe et socialistisk samfund. Det var på hans tid ikke muligt at kritisere samfundet åbenlyst, og dermed kan Utopia læses allegorisk som hans syn på og indirekte kritik af de herskende samfundsforhold. Det gør han ved at vende alt på hovedet og lave en glorificerende beskrivelse af et ikke eksisterende samfund (af græsk u = "ikke" + topos = "sted", altså et ikkeeksisterende sted. Heraf: uopnåeligt samfundsideal og i videre betydning: noget urealistisk eller uvirkeligt. Derfor kan titlen være indikator for, at bogen muligvis ikke skal tolkes eller læses som en idealistisk tanke, han havde om fremtiden og troede kunne realiseres) netop karakteriseret ved det diametralt modsatte af den samtidige engelske samfundsstruktur.

## Hans død
På grund af uenighed med kong Henrik 8. af England blev More kastet i Tower of London og halshugget på Tower Hill. Han havde nægtet at aflægge ed til kongen, der var den engelske kirkes overhoved.

## Kanonisering
More blev saligkåret sammen med John Fisher og 52 andre engelske martyrer i 1886 af Pave Leo 13., helgenkåret med Fisher i 1935 af Pius 11. og i 2000 blev han via et motu proprio erklæret skytshelgen for statsmænd og politikere af Pave Johannes Paul 2..